# Лојд Харбор (Њујорк)
Лојд Харбор (енгл. Lloyd Harbor) град је у америчкој савезној држави Њујорк.

## Демографија
По попису из 2010. године број становника је 3.660, што је 15 (-0,4%) становника мање него 2000. године.
| Група             | 2000.         | 2010.         |
| Белци             | 3.472 (94,5%) | 3.378 (92,3%) |
| Афроамериканци    | 23 (0,6%)     | 38 (1,0%)     |
| Азијати           | 69 (1,9%)     | 80 (2,2%)     |
| Хиспаноамериканци | 85 (2,3%)     | 120 (3,3%)    |
| Укупно            | 3.675         | 3.660         |